# Exocentrus decellianus
Exocentrus decellianus là một loài bọ cánh cứng trong họ Cerambycidae.